# Niphona lumawigi
Niphona lumawigi es una especie de escarabajo longicornio del género Niphona, tribu Pteropliini, subfamilia Lamiinae. Fue descrita científicamente por Breuning en 1980.

## Descripción
Mide 17-23 milímetros de longitud.

## Distribución
Se distribuye por Filipinas.